# Altmarkt (Dresda)
Altmarkt è la piazza principale di Dresda. La piazza del mercato, progettata per la fondazione della città, fu menzionata per la prima volta nel 1370 come "circulus". In documenti successivi venne indicata margine nel 1400, anello nel 1410 e foro nel 1452. Adiacente a essa si trova la Kreuzkirche, che per secoli fu l'edificio sacro più significativo della città. Dopo la costruzione di un nuovo mercato cittadino intorno al 1550, il Neumarkt presso la Frauenkirche, la grande piazza centrale prese il nome di Alte Markt o Altmarkt. Insieme con il Neumarkt è oggi uno dei luoghi più importanti della città. L'Altmarkt è conosciuto a livello nazionale come sede dell'annuale Dresdner Striezelmarkt, uno dei mercatini di Natale più antichi del mondo, organizzato dal 1434.
A seguito del bombardamento di Dresda della seconda guerra mondiale, gran parte degli edifici storici di Altmarkt furono distrutti e fu ricostruita solo la Kreuzkirche. La ricostruzione del lato ovest ed est e dei quartieri adiacenti ebbe luogo negli anni 1950 in uno stile architettonico barocco e adeguato al paesaggio urbano di Dresda. Sul lato nord, contrariamente a questi progetti, fu eretto il palazzo della cultura in stile modernista. Dopo la fine della RDT, dal 1990 il lato sud della piazza fu chiuso con due edifici stilisticamente adattati a quelli vicini. La pavimentazione e l'arredo urbano dell'Altmarkt sono stati riprogettati nel 2009.

## Dalla fondazione al XIX secolo

L'Altmarkt in un dipinto di Bernardo Bellotto (Canaletto) 1752

Di forma rettangolare, 130 × 100 metri, la piazza era situata in una posizione centrale all'interno dell'area della città medievale. Era circondata da una rete quasi ortogonale di strade che dividevano la città in quartieri residenziali. All'angolo nord-ovest, le direttrici di traffico più importanti erano la Wilsdruffer Straße da ovest e la Schloßstraße da nord. Ai lati sud e ovest della piazza scorreva un canale artificiale, il Kaitzbach, verso l'Elba, presente fino al XVIII secolo. Serviva principalmente per uso antincendio e in seguito anche per scopi commerciali e di pulizia.
Nel 1380 viene menzionato, per la prima volta, l'Altes Rathaus. Si trattava di una costruzione di circa 31 metri di lunghezza e almeno 20 di larghezza, che si trovava nella metà settentrionale della piazza. L'edificio venne costruito sull'area di un grande magazzino di tessuti, menzionato per la prima volta nel 1295.
A cavallo tra il XIV e il XV secolo, l'edificio fu sensibilmente ampliato. La cappella gotica del municipio fu aggiunta all'ala sud dell'edificio a due navate a est. Altri ampliamenti vennero realizzati durante il XV e la seconda metà del XVI secolo. Dal XVI alla metà del XVIII secolo, l'Altmarkt venne utilizzato dalla corte anche per feste e giochi di corte e il municipio era sempre più d'intralcio. Per questo motivo fu abbattuto nel 1707, dopo molti anni di opposizione da parte del Consiglio, su iniziativa dell'elettore Augusto II di Polonia.
La piazza era contornata da case e botteghe. Gli edifici in legno e a graticcio, costruiti durante il tardo Medioevo, vennero poi sostituiti da edifici in pietra a partire dal Rinascimento. Ciò avvenne anche su iniziativa del signore della città, che voleva limitare il pericolo di incendi.
Nell'angolo nord-est della piazza, dal 1478, esisteva una grande vasca di legno e al suo posto, nel 1653, ne venne costruita una in pietra.. Christoph Abraham Walther vi realizzo una statua della Giustizia, motivo per cui venne poi denominata fontana della Giustizia. La fontana fu restaurata nel 1749 e nel 1888 fu rimossa.
Nel 1880, in memoria della guerra franco-prussiana del 1870/71, fu eretto un monumento alla vittoria al centro della piazza. Il monumento è stato creato da Robert Henze. Mostrava, su un piedistallo, una statua, alta oltre 4 metri, personalizzante la Germania. Nella mano sinistra aveva uno scudo con l'aquila imperiale tedesca, mentre con quella destra reggeva la Reichsfahne decorata di alloro. Sul piedistallo c'erano quattro figure allegoriche, che rappresentavano la forza militare, la pace, la scienza e la religione. Tra le allegorie c'erano targhe con incisi i nomi dei cittadini di Dresda caduti in guerra.
Il monumento fu inaugurato il 1º settembre 1880, danneggiato durante i bombardamenti del 1945 e demolito nel giugno 1949.

## Dal XVIII al XX secolo

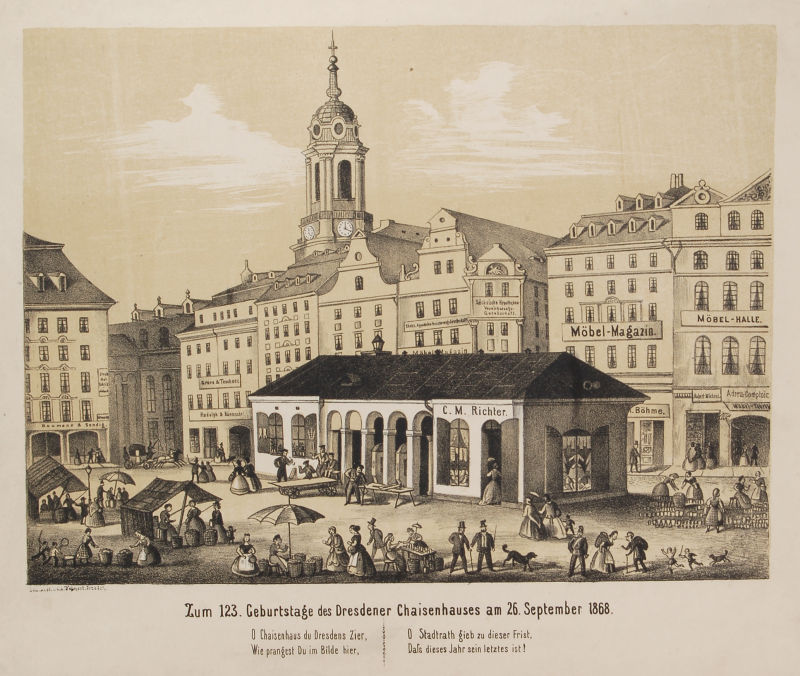
Chaisenhaus

A parte il vecchio municipio, non c'erano edifici importanti sulla piazza, con l'eccezione del Chaisenhaus e del Rehfeldhaus, due edifici a padiglione. Il primo fu realizzato nel 1746 sul lato sud e demolito nel 1878.
Il Rehfeldhaus, dal nome del suo costruttore Albert Rehfeld, venne costruito nel 1926, sul lato nord, di fronte al Café Central e fu distrutto nel 1945. Era l'ufficio commerciale del Dresdner Verkehrsverein adibito alla vendita dei biglietti per i trasporti pubblici ma fungeva anche come agenzia di viaggio.
Gli edifici a più piani del periodo del Rinascimento, con i loro timpani decorati, furono parzialmente ridecorati durante il periodo barocco, ma soprattutto tra la fine del XIX e l'inizio del XX secolo.

## Durante la seconda guerra mondiale
Durante la seconda guerra mondiale, c'era un grande bacino idrico antincendio sull'Altmarkt, la cui posizione ed estensione è emersa dagli scavi per la costruzione del parcheggio sotterraneo nel 2007/2008. Questa struttura aveva profondamente modificato gran parte della piazza.
Dopo le incursioni aeree su Dresda, nella notte tra il 13 e il 14 febbraio 1945, 6.865 persone persero la vita sull'Altmarkt.

## Ricostruzione dopo i bombardamenti

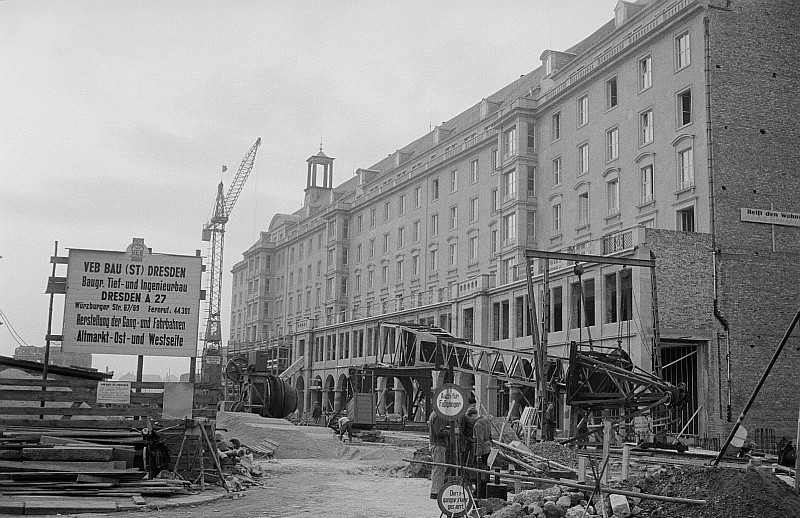
Lavori sul lato ovest della piazza nel 1954

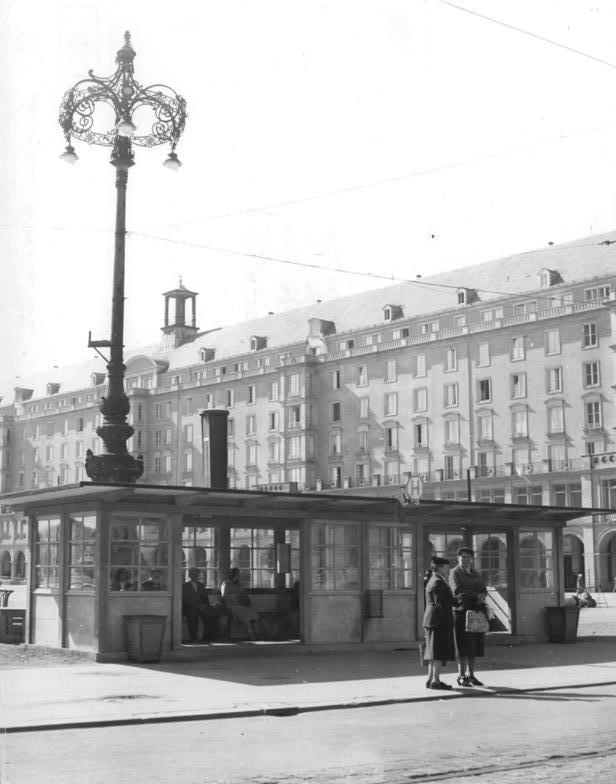
I lampioni storici dell'Altmarkt, esistenti fino al 1956, furono eliminati negli anni '60

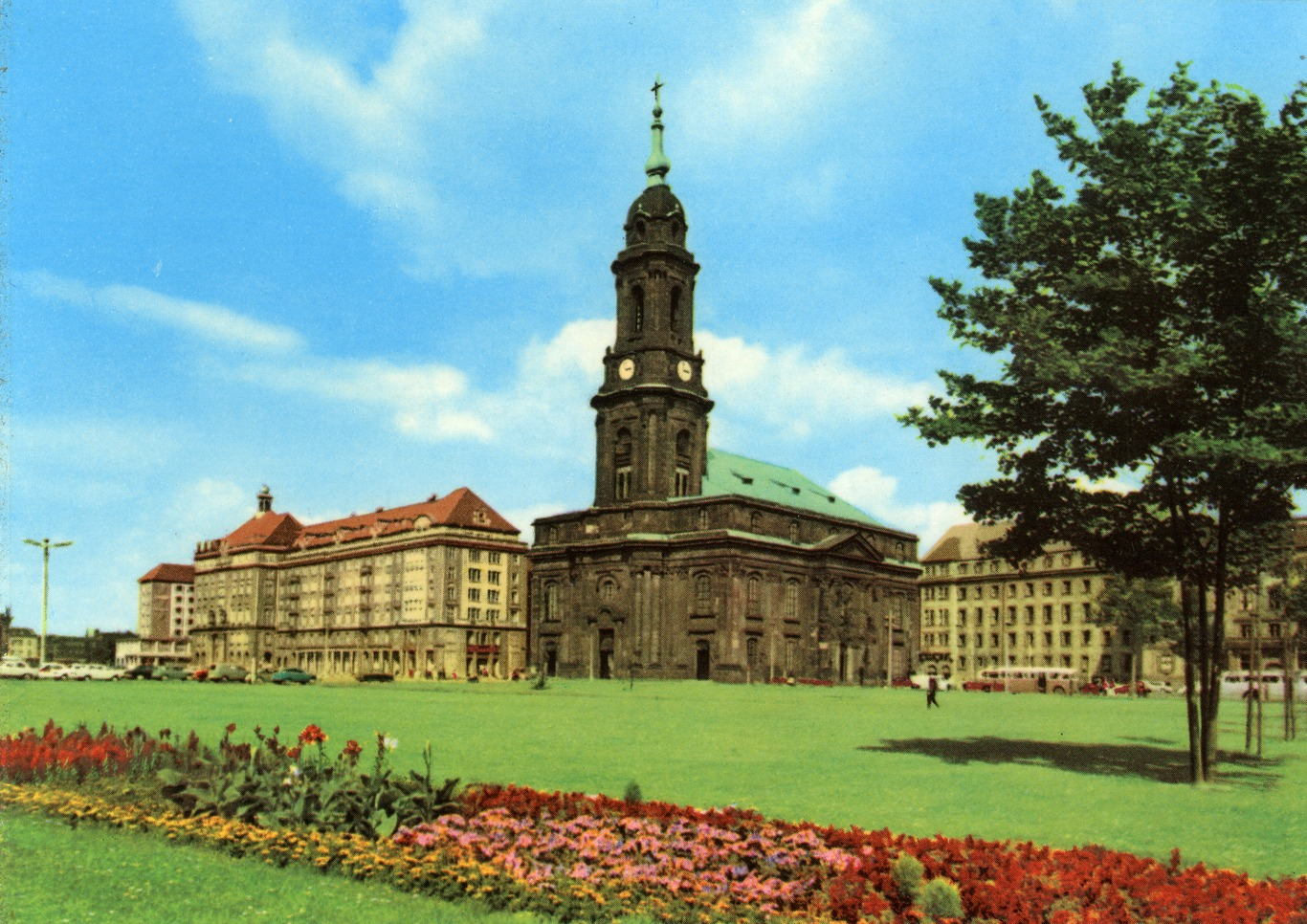
L'Altmarkt verde nel 1963

Il 26 settembre 1952 fu indetta una gara per la sistemazione dell'Altmarkt. Venne specificata una vecchia estensione del mercato di 20.000 m². Nel lato nord doveva essere costruita una esposizione, sul lato sud una casa del SED e sul lato nord la sede del consiglio del distretto. Il 20 novembre 1952, la commissione si incontrò con Herbert Schneider che aveva vinto la gara. A Schneider fu commissionata una bozza di progetto da realizzare assieme a Johannes Rascher. Il Landesamt für Denkmalpflege si oppose e affermò che lo Hauptgesimshöhe presso l'Altmarkt, chiamato anche Sala da ballo della città di Dresda, originariamente era alto 18 metri ma non avrebbe dovuto superare l'altezza di 21 metri. Nella bozza rivista di Schneider e Rascher, l'altezza era di 33 metri, l'Altmarktgrundriss fu ampliato, ma il lato est mantenne l'allineamento storico.

## Sviluppo e situazione attuale

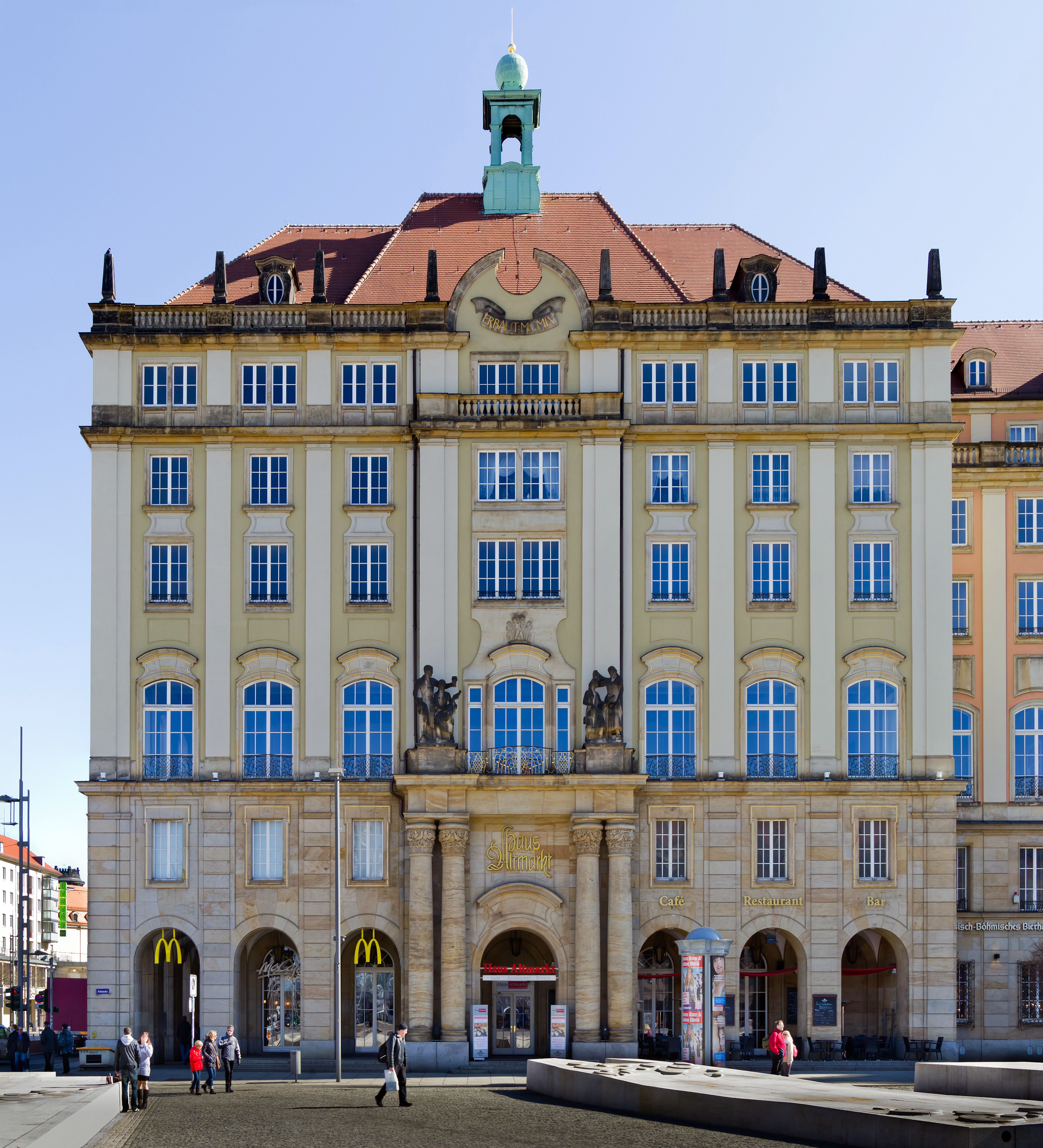
Haus Altmarkt

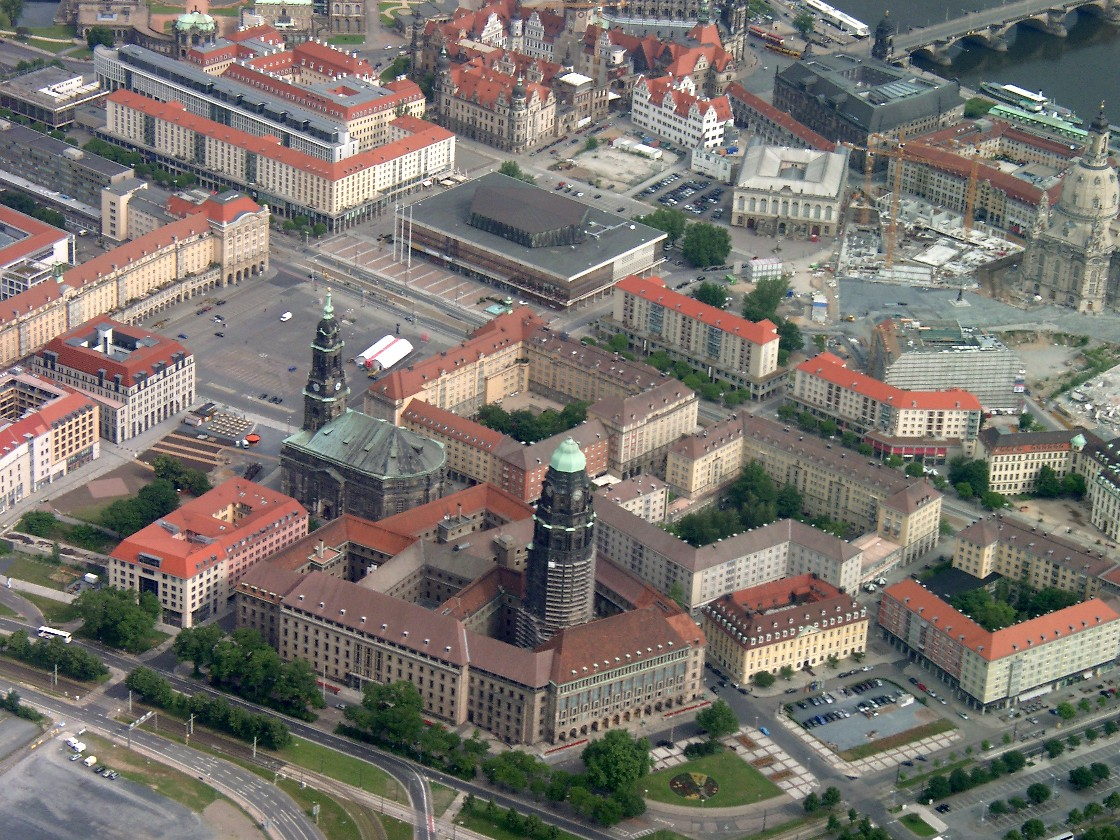
Veduta aerea dell'Altmarkt e dei vicini Neumarkt e Residenzschloss, giugno 2006

L'Altmarkt si trova sull'asse nord-sud Stazione - Prager Straße - Schloßstraße - Ponte di Augusto. A nord confina con la Wilsdruffer, a ovest (come estensione della Seestraße), a sud e a est come Altmarkt.
L'edificio più sorprendente dell'Altmarkt è alto 92 metri ed è la Kreuzkirche. A causa della ricostruzione dell'area verde meridionale, confina - proprio come prima della guerra - solo con un angolo del vecchio mercato.
Sul lato sud ci sono edifici con negozi e caffetterie, compreso l'edificio commerciale costruito nel 1999/2000 (Altmarkt 10). Nel 2009/2010 è stato costruito un altro edificio, in cui è ospitata la sede della Dresdner Bank.
Sulla Seestraße, sul lato ovest, si trovava il noto Café Prag, che tuttavia non riuscì a mantenere il suo alto status nel corso degli anni e dovette chiudere nel settembre 2007. Ricostruito come mercato coperto nel 2012/2013, ha riaperto a dicembre come Markthalle Café Prag. Lungo la strada sono presenti altri negozi, dopodiché la Seestraße termina all'angolo nord-occidentale dell'Altmarkt con il grande magazzino Centrum.

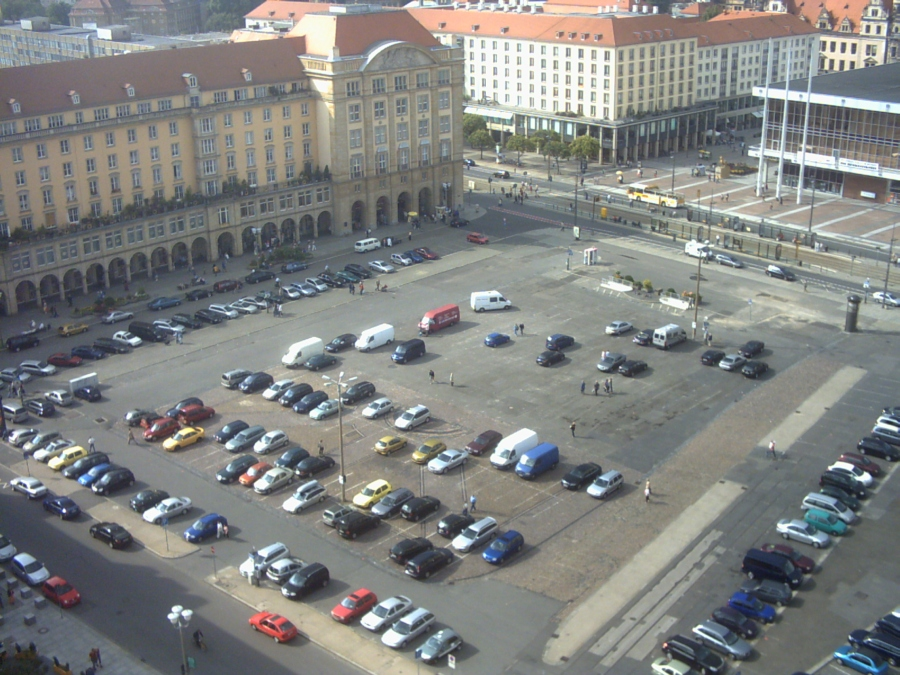
Vista della piazza dalla Kreuzkirche, nel 2006, utilizzata come parcheggio
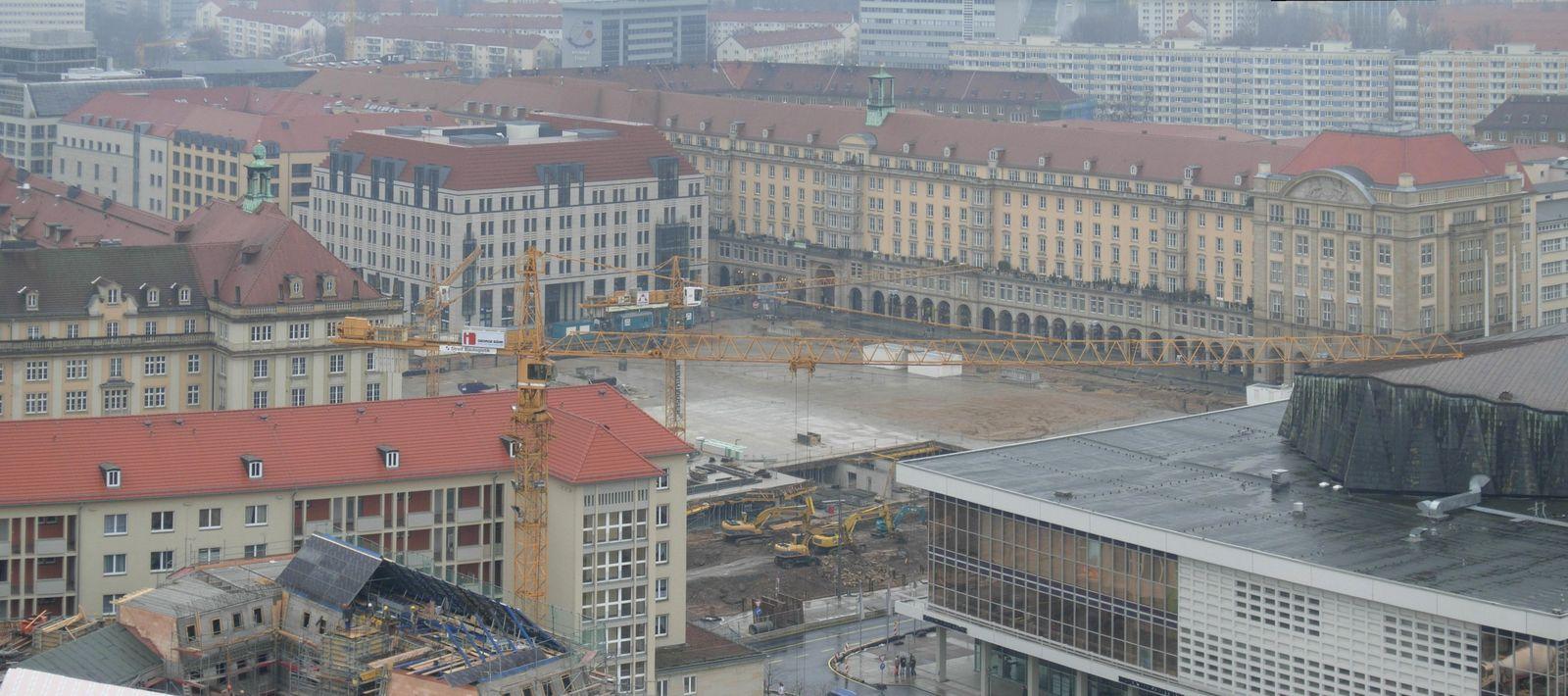
Altmarkt durante la costruzione del parcheggio sotterraneo, marzo 2008
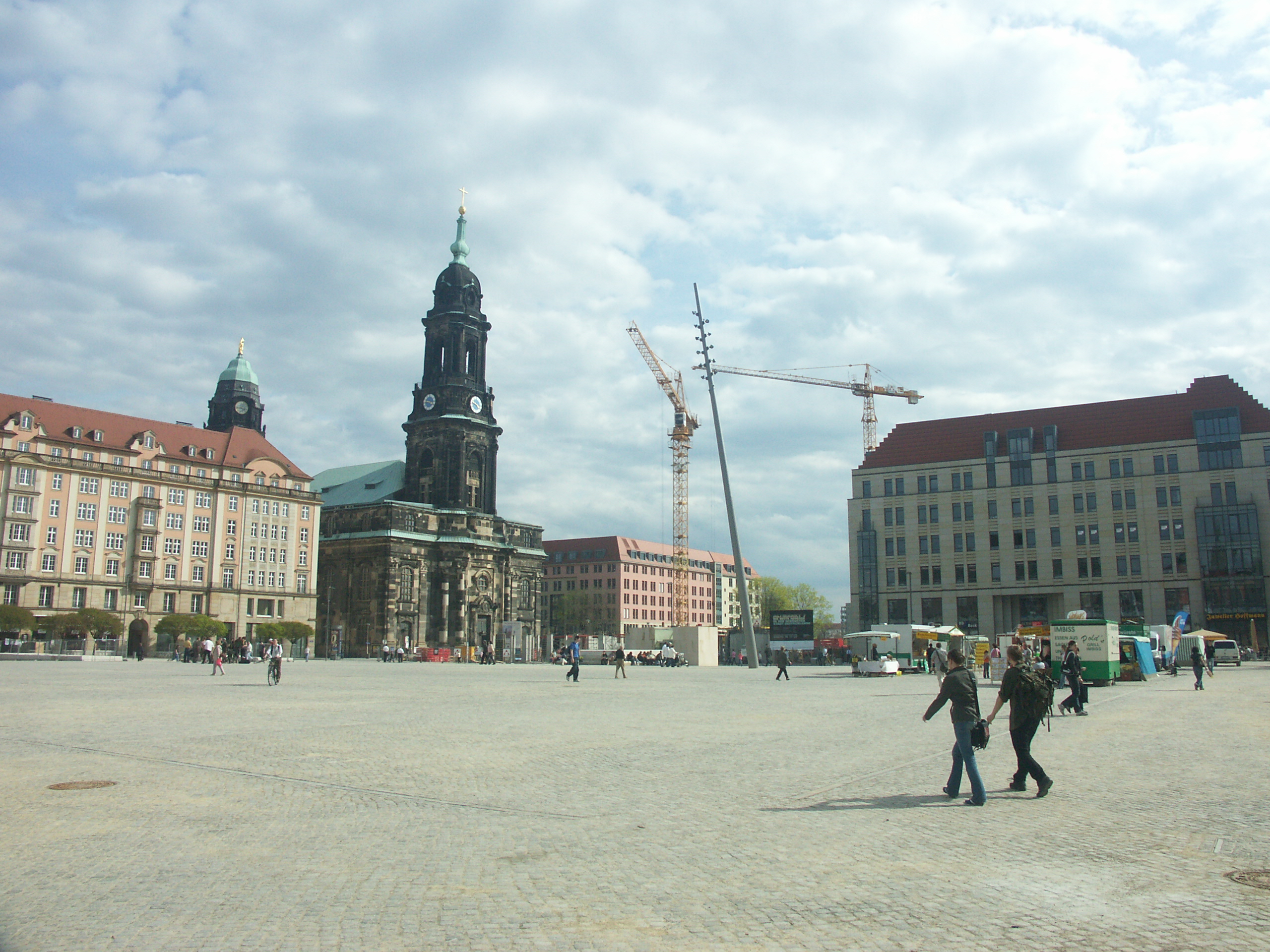
Altmarkt dopo la costruzione del parcheggio sotterraneo, aprile 2009
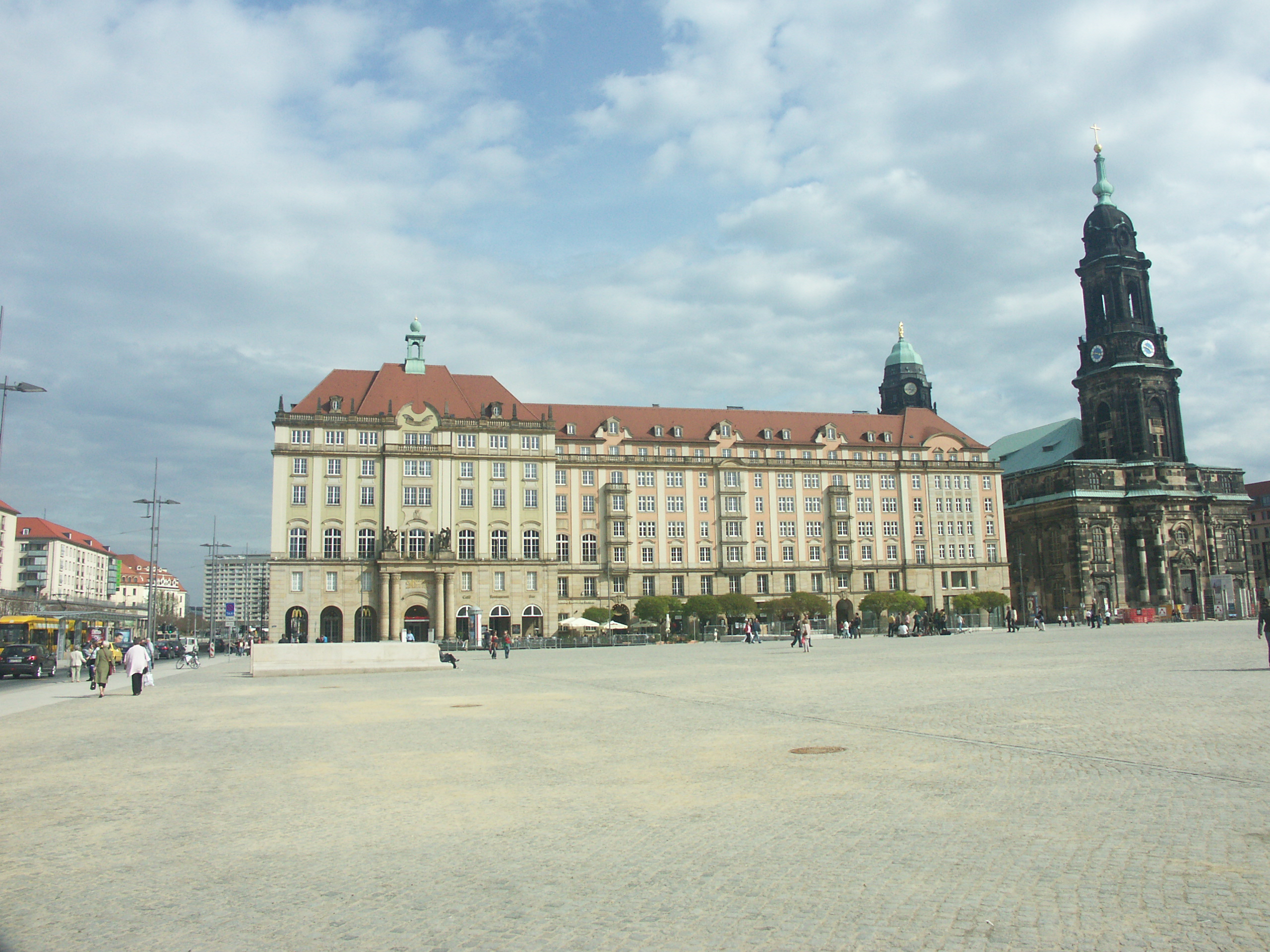
Lato ovest nel 2009
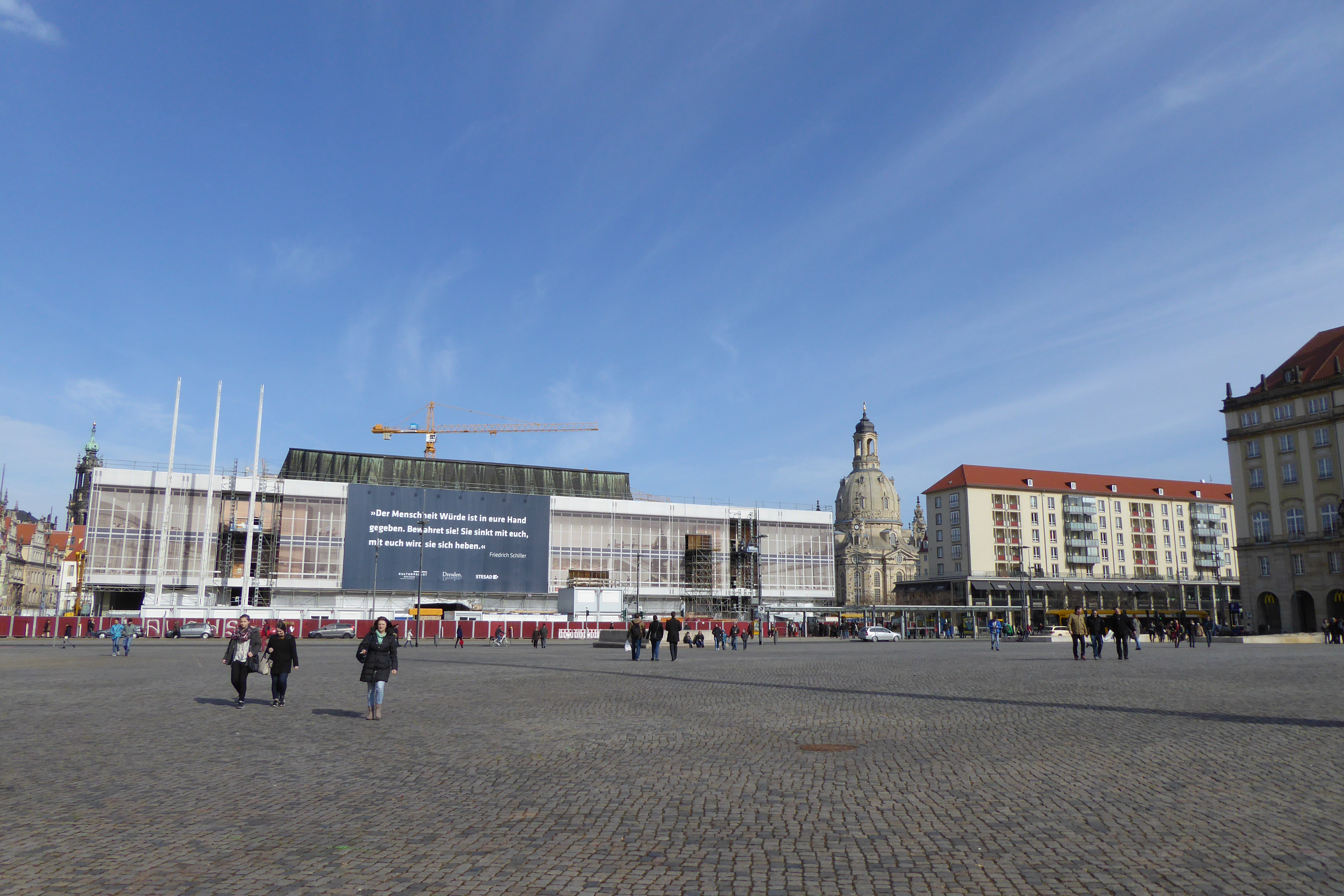
Il Palazzo della cultura nel 2005
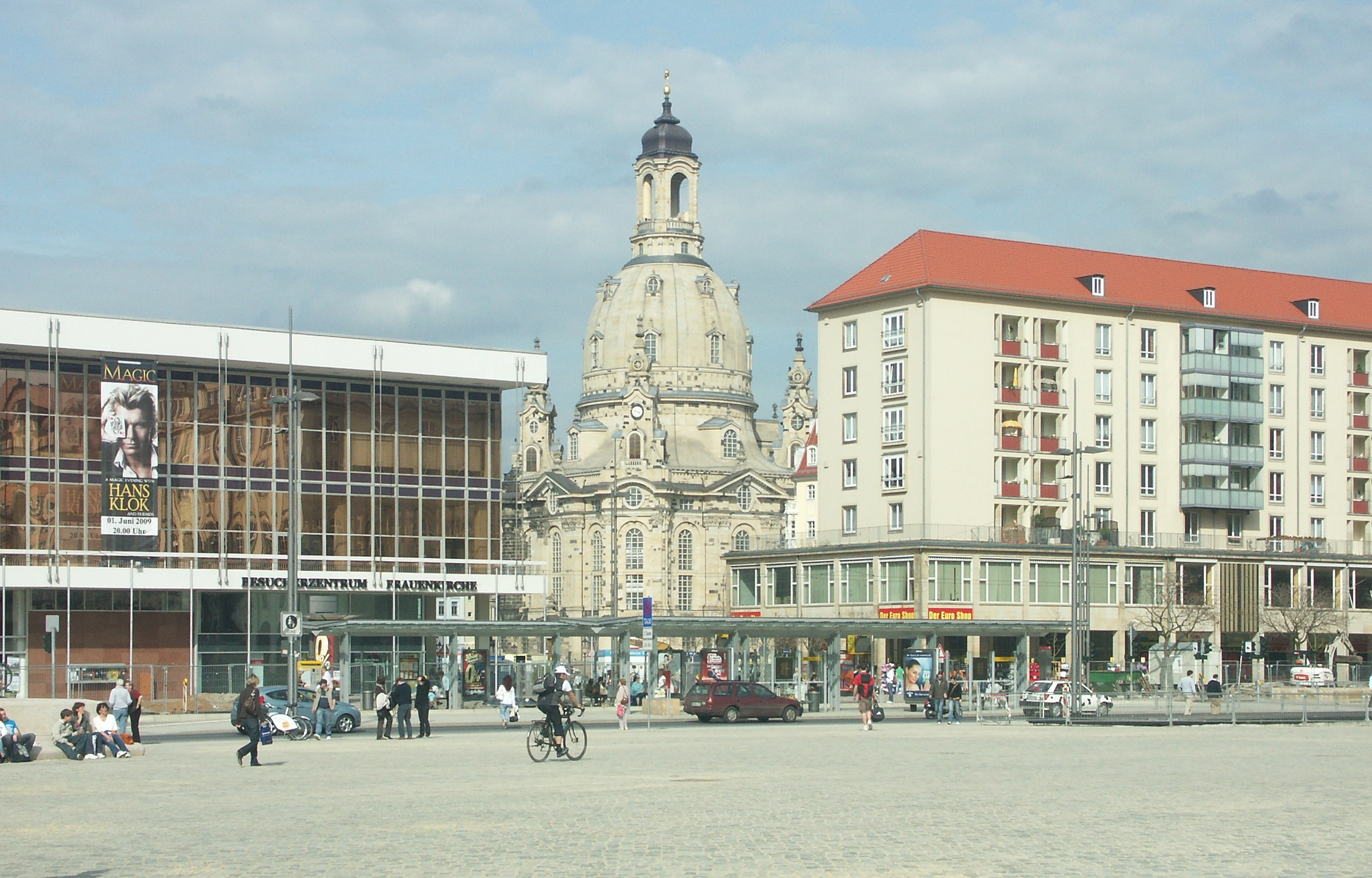
Fermata del tram con vista sulla Frauenkirche
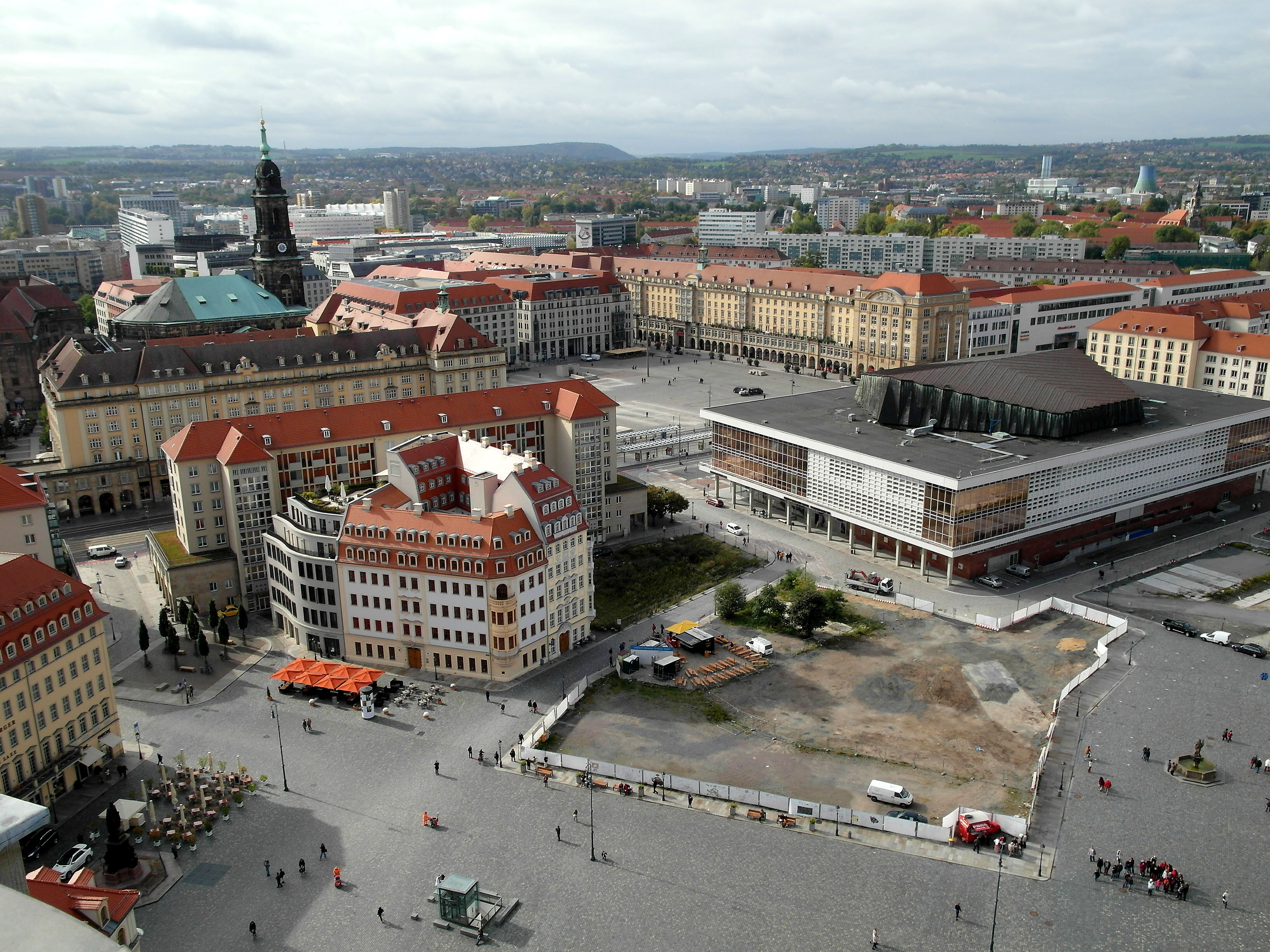
Vista dalla Frauenkirche sul rinato Neumarkt e l'Altmarkt, 2012